# Voorhangprocedure
De voorhang is in Nederland een controleprocedure voor het parlement bij een voorwaardelijke delegatie van wetgevingsbevoegdheid. Deze wordt gebruikt bij de invoering van een Algemene Maatregel van Bestuur (AMvB) of een Ministeriële regeling.

## Regeling
In de “Aanwijzingen voor de regelgeving”, die gelden voor het gehele wetgevingsproces, geeft de minister-president aanwijzingen voor de wetgevers op de ministeries, ook welke voor- en nahangprocedures in wetten opgenomen kunnen worden ten behoeve van AMvB's en ministeriële regelingen. Sommige procedures zijn ook voorgeschreven door de Algemene wet bestuursrecht.
Een concept-AMvB kan al worden voorgehangen als de wet waarop die berust nog niet door de Eerste Kamer is aanvaard.

## Werking
Een voorhangprocedure gaat vooraf aan de vaststellingsprocedure. Het betreffende besluit gaat al naar de Tweede en/of Eerste Kamer als het is opgesteld en goedbevonden door de ministerraad, maar vóór advisering door de Raad van State. Dan kunnen er dus nog wijzigingen - al dan niet op verzoek van Tweede en/of Eerste Kamer - worden aangebracht. Maar dan krijgen de kamers dus mogelijk niet de laatste tekst te zien.
Het besluit gaat met het nader rapport, (dat is de reactie van het ministerie op het advies van de Raad van State), naar de Koning. Soms staat daar al een inwerkingtredingsdatum in en dan hoeft er geen apart inwerkingtredingsbesluit te worden opgesteld. Soms moet dat nog wel en dan zijn er twee mogelijkheden:
- of het gaat tegelijk;
- of het inwerkingtredingsbesluit gaat later.

Voorhang is niet altijd bij het parlement in zijn geheel, soms ook alleen bij de Tweede Kamer en soms daarnaast ook via een publicatie in de Staatscourant, waarbij het besluit in concept aan het gehele volk wordt voorgelegd (net als bij een internetconsultatie, maar dan wettelijk voorgeschreven). In die periode kunnen mensen en organisaties nog reageren en kan er nog wat met de opmerkingen worden gedaan. Want pas ná de reacties gaat het stuk naar de Raad van State en vervolgens - met de reactie op het advies van de Raad van State - naar de Koning ter vaststelling.
Een typisch voorbeeld van een formele voorhangprocedure is te vinden in de Elektriciteitswet 1998, artikel 16, lid 3:
- De voordracht voor een krachtens dit artikel vast te stellen algemene maatregel van bestuur wordt niet gedaan dan nadat het ontwerp in de Staatscourant is bekendgemaakt en aan een ieder de gelegenheid is geboden om binnen vier weken na de dag waarop de bekendmaking is geschied, wensen en bedenkingen ter kennis van Onze Minister te brengen. Gelijktijdig met de bekendmaking wordt het ontwerp aan de beide kamers der Staten-Generaal overgelegd.

## Nahang
Soms wordt een AmvB voorgelegd aan de Kamers van het parlement ter wijziging, nadat de Raad van State advies heeft uitgebracht en het als Koninklijk Besluit is vastgesteld. Dit wordt een nahangprocedure genoemd.

## Afronding
Bij beide procedures kan worden bepaald dat de Tweede of Eerste Kamer gedurende dertig dagen aan de regering kan vragen de regeling alsnog door middel van een wet in formele zin te regelen.
Aan het eind van de procedure moet er dan altijd nog een apart inwerkingtredingsbesluit worden vastgesteld en door zijne Majesteit getekend.